# Ligne de Nagyatád à Somogyszob
La ligne de Nagyatád à Somogyszob ou ligne 38 est une ligne de chemin de fer de Hongrie. Elle relie Nagyatád à Somogyszob.